# Eleições legislativas portuguesas de 2011 no distrito de Leiria
| Eleições legislativas portuguesas de 2011 Distritos: Aveiro \| Beja \| Braga \| Bragança \| Castelo Branco \| Coimbra \| Évora \| Faro \| Guarda \| Leiria \| Lisboa \| Portalegre \| Porto \| Santarém \| Setúbal \| Viana do Castelo \| Vila Real \| Viseu \| Açores \| Madeira \| Estrangeiro |

## Resultados por Concelho
Os resultados nos concelhos do Distrito de Leiria foram os seguintes:

### Alcobaça
| Partido                 | Partido                               | Votos  | %               | +/-   |
| ----------------------- | ------------------------------------- | ------ | --------------- | ----- |
|                         | Partido Social Democrata              | 14 699 | 47,50 / 100,00  | 11,87 |
|                         | Partido Socialista                    | 6 694  | 21,63 / 100,00  | 9,14  |
|                         | CDS – Partido Popular                 | 3 709  | 11,99 / 100,00  | 0,50  |
|                         | Bloco de Esquerda                     | 1 466  | 4,74 / 100,00   | 4,04  |
|                         | Coligação Democrática Unitária        | 1 430  | 4,62 / 100,00   | 0,30  |
|                         | Partido pelos Animais e pela Natureza | 342    | 1,11 / 100,00   | Novo  |
|                         | Outros                                | 932    | 3,02 / 100,00   |       |
| Votos Inválidos         | Votos Inválidos                       | 1 673  | 5,41 / 100,00   | 0,53  |
| Total                   | Total                                 | 30 945 | 100,00 / 100,00 |       |
| Eleitorado/Participação | Eleitorado/Participação               | 49 288 | 62,78 / 100,00  | 0,18  |

| Freguesia                 | %     | %     | %     | %    | %     | %    | Votantes |
| Freguesia                 | PSD   | PS    | CDS   | BE   | CDU   | PAN  | Votantes |
| ------------------------- | ----- | ----- | ----- | ---- | ----- | ---- | -------- |
| Alcobaça                  | 44,13 | 21,54 | 13,52 | 4,80 | 7,04  | 1,45 | 3 041    |
| Alfeizerão                | 53,16 | 20,31 | 11,39 | 4,22 | 2,64  | 0,53 | 1 896    |
| Aljubarrota (Prazeres)    | 34,58 | 28,73 | 13,41 | 6,16 | 5,61  | 1,45 | 1 998    |
| Aljubarrota (São Vicente) | 58,19 | 13,35 | 14,31 | 2,72 | 2,64  | 0,64 | 1 251    |
| Alpedriz                  | 33,93 | 36,48 | 7,40  | 4,08 | 6,12  | 1,28 | 392      |
| Bárrio                    | 41,35 | 29,27 | 9,25  | 5,66 | 7,18  | 0,44 | 919      |
| Benedita                  | 56,50 | 14,33 | 13,73 | 3,57 | 2,25  | 1,28 | 5 012    |
| Cela                      | 48,03 | 22,81 | 10,12 | 3,95 | 4,17  | 1,20 | 1 749    |
| Coz                       | 32,74 | 31,42 | 10,28 | 6,42 | 6,42  | 0,85 | 1 060    |
| Évora de Alcobaça         | 52,48 | 20,12 | 11,28 | 3,80 | 3,10  | 0,89 | 2 580    |
| Maiorga                   | 25,48 | 35,96 | 10,90 | 6,12 | 10,81 | 1,26 | 1 193    |
| Martingança               | 32,60 | 31,27 | 10,18 | 8,26 | 6,93  | 1,47 | 678      |
| Montes                    | 37,50 | 35,25 | 8,00  | 5,25 | 4,25  | 0,25 | 400      |
| Pataias                   | 38,81 | 28,31 | 7,56  | 7,49 | 7,98  | 1,24 | 2 896    |
| São Martinho do Porto     | 42,93 | 23,06 | 15,59 | 6,31 | 4,13  | 1,16 | 1 379    |
| Turquel                   | 60,77 | 10,91 | 14,54 | 3,28 | 1,92  | 1,04 | 2 503    |
| Vestiaria                 | 35,52 | 27,92 | 12,19 | 5,50 | 6,55  | 1,18 | 763      |
| Vimeiro                   | 69,72 | 10,20 | 10,85 | 1,86 | 1,46  | 0,97 | 1 235    |
| Alcobaça                  | 47,50 | 21,63 | 11,99 | 4,74 | 4,62  | 1,11 | 30 945   |

### Alvaiázere
| Partido                 | Partido                        | Votos | %               | +/-  |
| ----------------------- | ------------------------------ | ----- | --------------- | ---- |
|                         | Partido Social Democrata       | 2 738 | 63,38 / 100,00  | 8,87 |
|                         | CDS – Partido Popular          | 678   | 15,69 / 100,00  | 0,59 |
|                         | Partido Socialista             | 537   | 12,43 / 100,00  | 7,62 |
|                         | Bloco de Esquerda              | 73    | 1,69 / 100,00   | 1,68 |
|                         | Coligação Democrática Unitária | 50    | 1,16 / 100,00   | 0,02 |
|                         | Outros                         | 105   | 2,44 / 100,00   |      |
| Votos Inválidos         | Votos Inválidos                | 139   | 3,22 / 100,00   | 0,13 |
| Total                   | Total                          | 4 320 | 100,00 / 100,00 |      |
| Eleitorado/Participação | Eleitorado/Participação        | 7 255 | 59,55 / 100,00  | 0,04 |

| Freguesia           | %     | %     | %     | %    | %    | Votantes |
| Freguesia           | PSD   | CDS   | PS    | BE   | CDU  | Votantes |
| ------------------- | ----- | ----- | ----- | ---- | ---- | -------- |
| Almoster            | 63,41 | 14,41 | 13,97 | 0,67 | 1,77 | 451      |
| Alvaiázere          | 58,53 | 18,63 | 12,53 | 2,42 | 1,37 | 950      |
| Maçãs de Caminho    | 60,66 | 17,06 | 13,74 | 0,95 | 0,95 | 211      |
| Maçãs de Dona Maria | 65,11 | 15,79 | 11,94 | 1,19 | 0,73 | 1 089    |
| Pelmá               | 69,60 | 16,96 | 7,71  | 1,54 | 0,88 | 454      |
| Pussos              | 63,82 | 13,25 | 14,39 | 2,42 | 1,42 | 702      |
| Rego da Murta       | 63,71 | 12,53 | 12,96 | 1,73 | 1,08 | 463      |
| Alvaiázere          | 63,38 | 15,69 | 12,43 | 1,69 | 1,16 | 4 320    |

### Ansião
| Partido                 | Partido                        | Votos  | %               | +/-   |
| ----------------------- | ------------------------------ | ------ | --------------- | ----- |
|                         | Partido Social Democrata       | 4 471  | 59,05 / 100,00  | 11,19 |
|                         | Partido Socialista             | 1 506  | 19,89 / 100,00  | 8,92  |
|                         | CDS – Partido Popular          | 706    | 9,32 / 100,00   | 1,78  |
|                         | Bloco de Esquerda              | 172    | 2,27 / 100,00   | 2,41  |
|                         | Coligação Democrática Unitária | 140    | 1,85 / 100,00   | 0,13  |
|                         | Outros                         | 221    | 2,92 / 100,00   |       |
| Votos Inválidos         | Votos Inválidos                | 356    | 4,70 / 100,00   | 1,53  |
| Total                   | Total                          | 7 572  | 100,00 / 100,00 |       |
| Eleitorado/Participação | Eleitorado/Participação        | 12 511 | 60,52 / 100,00  | 1,06  |

| Freguesia              | %     | %     | %     | %    | %    | Votantes |
| Freguesia              | PSD   | PS    | CDS   | BE   | CDU  | Votantes |
| ---------------------- | ----- | ----- | ----- | ---- | ---- | -------- |
| Alvorge                | 60,09 | 17,47 | 10,84 | 3,01 | 0,60 | 664      |
| Ansião                 | 47,10 | 26,56 | 10,09 | 3,79 | 3,65 | 1 397    |
| Avelar                 | 49,46 | 28,28 | 7,91  | 2,56 | 1,98 | 1 213    |
| Chão de Couce          | 60,62 | 18,88 | 12,29 | 1,55 | 1,14 | 1 229    |
| Lagarteira             | 65,81 | 15,16 | 5,81  | 1,94 | 2,90 | 310      |
| Pousaflores            | 66,04 | 13,93 | 11,42 | 1,56 | 1,25 | 639      |
| Santiago da Guarda     | 69,19 | 13,34 | 7,19  | 1,58 | 1,36 | 1 837    |
| Torre de Vale de Todos | 60,78 | 22,26 | 8,13  | 1,41 | 1,77 | 283      |
| Ansião                 | 59,05 | 19,89 | 9,32  | 2,27 | 1,85 | 7 572    |

### Batalha
| Partido                 | Partido                               | Votos  | %               | +/-   |
| ----------------------- | ------------------------------------- | ------ | --------------- | ----- |
|                         | Partido Social Democrata              | 4 826  | 54,20 / 100,00  | 13,52 |
|                         | Partido Socialista                    | 1 366  | 15,34 / 100,00  | 8,27  |
|                         | CDS – Partido Popular                 | 1 318  | 14,80 / 100,00  | 2,28  |
|                         | Bloco de Esquerda                     | 443    | 4,98 / 100,00   | 3,28  |
|                         | Coligação Democrática Unitária        | 176    | 1,98 / 100,00   | 0,16  |
|                         | Partido pelos Animais e pela Natureza | 110    | 1,24 / 100,00   | Novo  |
|                         | Outros                                | 243    | 2,73 / 100,00   |       |
| Votos Inválidos         | Votos Inválidos                       | 422    | 4,74 / 100,00   | 0,45  |
| Total                   | Total                                 | 8 904  | 100,00 / 100,00 |       |
| Eleitorado/Participação | Eleitorado/Participação               | 13 902 | 64,05 / 100,00  | 0,11  |

| Freguesia         | %     | %     | %     | %    | %    | %    | Votantes |
| Freguesia         | PSD   | PS    | CDS   | BE   | CDU  | PAN  | Votantes |
| ----------------- | ----- | ----- | ----- | ---- | ---- | ---- | -------- |
| Batalha           | 47,93 | 18,10 | 15,35 | 6,42 | 2,66 | 1,31 | 4 358    |
| Golpilheira       | 52,72 | 17,74 | 14,26 | 4,51 | 1,13 | 1,54 | 975      |
| Reguengo do Fetal | 52,44 | 19,62 | 12,60 | 4,20 | 2,14 | 1,15 | 1 310    |
| São Mamede        | 67,93 | 6,50  | 15,26 | 2,83 | 0,93 | 1,02 | 2 261    |
| Batalha           | 54,20 | 15,34 | 14,80 | 4,98 | 1,98 | 1,24 | 8 904    |

### Bombarral
| Partido                 | Partido                               | Votos  | %               | +/-   |
| ----------------------- | ------------------------------------- | ------ | --------------- | ----- |
|                         | Partido Social Democrata              | 2 794  | 40,46 / 100,00  | 11,23 |
|                         | Partido Socialista                    | 1 500  | 21,72 / 100,00  | 9,34  |
|                         | CDS – Partido Popular                 | 1 150  | 16,65 / 100,00  | 0,50  |
|                         | Coligação Democrática Unitária        | 542    | 7,85 / 100,00   | 0,03  |
|                         | Bloco de Esquerda                     | 318    | 4,61 / 100,00   | 3,68  |
|                         | Partido pelos Animais e pela Natureza | 91     | 1,32 / 100,00   | Novo  |
|                         | PCTP/MRPP                             | 90     | 1,30 / 100,00   | 0,30  |
|                         | Outros                                | 88     | 1,27 / 100,00   |       |
| Votos Inválidos         | Votos Inválidos                       | 332    | 4,81 / 100,00   | 0,73  |
| Total                   | Total                                 | 6 905  | 100,00 / 100,00 |       |
| Eleitorado/Participação | Eleitorado/Participação               | 12 272 | 56,27 / 100,00  | 0,14  |

| Freguesia | %     | %     | %     | %     | %    | %    | %    | Votantes |
| Freguesia | PSD   | PS    | CDS   | CDU   | BE   | PAN  | PCTP | Votantes |
| --------- | ----- | ----- | ----- | ----- | ---- | ---- | ---- | -------- |
| Bombarral | 35,98 | 21,88 | 16,40 | 10,47 | 5,28 | 1,56 | 1,59 | 2 952    |
| Carvalhal | 42,56 | 24,88 | 15,79 | 3,77  | 4,33 | 0,91 | 1,47 | 1 431    |
| Pó        | 54,17 | 20,39 | 14,25 | 4,39  | 1,97 | 1,32 | 0,22 | 456      |
| Roliça    | 41,74 | 20,84 | 16,86 | 9,06  | 3,55 | 1,11 | 1,18 | 1 435    |
| Vale Covo | 43,90 | 16,80 | 21,08 | 4,60  | 6,34 | 1,58 | 0,63 | 631      |
| Bombarral | 40,46 | 21,72 | 16,65 | 7,85  | 4,61 | 1,32 | 1,30 | 6 905    |

### Caldas da Rainha
| Partido                 | Partido                               | Votos  | %               | +/-   |
| ----------------------- | ------------------------------------- | ------ | --------------- | ----- |
|                         | Partido Social Democrata              | 11 803 | 45,51 / 100,00  | 11,80 |
|                         | Partido Socialista                    | 5 367  | 20,69 / 100,00  | 9,59  |
|                         | CDS – Partido Popular                 | 3 670  | 14,15 / 100,00  | 0,18  |
|                         | Bloco de Esquerda                     | 1 539  | 5,93 / 100,00   | 4,56  |
|                         | Coligação Democrática Unitária        | 1 178  | 4,54 / 100,00   | 0,13  |
|                         | Partido pelos Animais e pela Natureza | 400    | 1,54 / 100,00   | Novo  |
|                         | Outros                                | 732    | 2,83 / 100,00   |       |
| Votos Inválidos         | Votos Inválidos                       | 1 246  | 4,81 / 100,00   | 1,14  |
| Total                   | Total                                 | 25 935 | 100,00 / 100,00 |       |
| Eleitorado/Participação | Eleitorado/Participação               | 44 414 | 58,39 / 100,00  | 1,33  |

| Freguesia                          | %     | %     | %     | %    | %    | %    | Votantes |
| Freguesia                          | PSD   | PS    | CDS   | BE   | CDU  | PAN  | Votantes |
| ---------------------------------- | ----- | ----- | ----- | ---- | ---- | ---- | -------- |
| A dos Francos                      | 52,04 | 20,82 | 11,80 | 3,00 | 3,97 | 0,97 | 932      |
| Alvorninha                         | 58,17 | 17,37 | 12,23 | 3,19 | 2,28 | 0,78 | 1 537    |
| Caldas da Rainha (N. S. do Pópulo) | 43,19 | 21,56 | 14,74 | 6,66 | 4,82 | 1,72 | 7 842    |
| Caldas da Rainha (Santo Onofre)    | 35,79 | 24,13 | 14,24 | 8,11 | 7,26 | 2,04 | 5 093    |
| Carvalhal Benfeito                 | 65,26 | 10,83 | 13,47 | 2,38 | 1,06 | 0,79 | 757      |
| Coto                               | 40,20 | 23,30 | 13,64 | 7,53 | 3,41 | 1,70 | 704      |
| Foz do Arelho                      | 43,55 | 19,20 | 15,90 | 6,45 | 4,87 | 2,29 | 698      |
| Landal                             | 63,48 | 10,63 | 13,56 | 3,08 | 1,39 | 0,46 | 649      |
| Nadadouro                          | 47,54 | 15,81 | 14,96 | 7,37 | 4,17 | 1,60 | 936      |
| Salir de Matos                     | 44,92 | 22,27 | 15,15 | 4,32 | 2,65 | 1,36 | 1 320    |
| Salir do Porto                     | 41,56 | 29,56 | 10,00 | 8,67 | 3,56 | 1,56 | 450      |
| Santa Catarina                     | 55,35 | 13,89 | 18,54 | 2,86 | 2,32 | 0,92 | 1 850    |
| São Gregório                       | 48,07 | 16,74 | 16,95 | 3,43 | 5,15 | 1,29 | 466      |
| Serra do Bouro                     | 55,95 | 20,54 | 11,89 | 2,70 | 2,97 | 0,54 | 370      |
| Tornada                            | 39,32 | 25,16 | 10,71 | 7,37 | 6,14 | 1,81 | 1 709    |
| Vidais                             | 59,32 | 19,45 | 9,65  | 3,38 | 1,61 | 1,13 | 622      |
| Caldas da Rainha                   | 45,51 | 20,69 | 14,15 | 5,93 | 4,54 | 1,54 | 25 935   |

### Castanheira de Pera
| Partido                 | Partido                        | Votos | %               | +/-   |
| ----------------------- | ------------------------------ | ----- | --------------- | ----- |
|                         | Partido Socialista             | 723   | 40,41 / 100,00  | 7,09  |
|                         | Partido Social Democrata       | 679   | 37,95 / 100,00  | 10,17 |
|                         | CDS – Partido Popular          | 153   | 8,55 / 100,00   | 2,91  |
|                         | Bloco de Esquerda              | 52    | 2,91 / 100,00   | 5,47  |
|                         | Coligação Democrática Unitária | 50    | 2,79 / 100,00   | 1,06  |
|                         | Outros                         | 64    | 3,57 / 100,00   |       |
| Votos Inválidos         | Votos Inválidos                | 68    | 3,80 / 100,00   | 0,36  |
| Total                   | Total                          | 1 789 | 100,00 / 100,00 |       |
| Eleitorado/Participação | Eleitorado/Participação        | 3 116 | 57,41 / 100,00  | 0,83  |

| Freguesia           | %     | %     | %    | %    | %    | Votantes |
| Freguesia           | PS    | PSD   | CDS  | BE   | CDU  | Votantes |
| ------------------- | ----- | ----- | ---- | ---- | ---- | -------- |
| Castanheira de Pera | 41,32 | 36,17 | 8,85 | 3,05 | 2,93 | 1 706    |
| Coentral            | 21,69 | 74,70 | 2,41 | 0    | 0    | 83       |
| Castanheira de Pera | 40,41 | 37,95 | 8,55 | 2,91 | 2,79 | 1 789    |

### Figueiró dos Vinhos
| Partido                 | Partido                        | Votos | %               | +/-  |
| ----------------------- | ------------------------------ | ----- | --------------- | ---- |
|                         | Partido Social Democrata       | 2 222 | 55,49 / 100,00  | 8,93 |
|                         | Partido Socialista             | 884   | 22,08 / 100,00  | 8,42 |
|                         | CDS – Partido Popular          | 385   | 9,62 / 100,00   | 0,03 |
|                         | Bloco de Esquerda              | 137   | 3,42 / 100,00   | 1,95 |
|                         | Coligação Democrática Unitária | 83    | 2,07 / 100,00   | 0,26 |
|                         | Outros                         | 132   | 3,27 / 100,00   |      |
| Votos Inválidos         | Votos Inválidos                | 161   | 4,02 / 100,00   | 0,72 |
| Total                   | Total                          | 4 004 | 100,00 / 100,00 |      |
| Eleitorado/Participação | Eleitorado/Participação        | 6 420 | 62,37 / 100,00  | 3,86 |

| Freguesia           | %     | %     | %     | %    | %    | Votantes |
| Freguesia           | PSD   | PS    | CDS   | BE   | CDU  | Votantes |
| ------------------- | ----- | ----- | ----- | ---- | ---- | -------- |
| Aguda               | 58,80 | 16,45 | 13,27 | 2,17 | 2,17 | 784      |
| Arega               | 56,57 | 22,22 | 9,93  | 3,20 | 2,36 | 594      |
| Bairradas           | 51,32 | 28,15 | 8,50  | 2,05 | 1,17 | 341      |
| Campelo             | 40,99 | 37,27 | 4,35  | 1,86 | 4,35 | 161      |
| Figueiró dos Vinhos | 55,74 | 21,99 | 8,76  | 4,28 | 1,93 | 2 124    |
| Figueiró dos Vinhos | 55,49 | 22,08 | 9,62  | 3,42 | 2,07 | 4 004    |

### Leiria
| Partido                 | Partido                               | Votos   | %               | +/-   |
| ----------------------- | ------------------------------------- | ------- | --------------- | ----- |
|                         | Partido Social Democrata              | 34 476  | 49,06 / 100,00  | 13,24 |
|                         | Partido Socialista                    | 13 038  | 18,55 / 100,00  | 10,18 |
|                         | CDS – Partido Popular                 | 10 163  | 14,46 / 100,00  | 0,71  |
|                         | Bloco de Esquerda                     | 3 867   | 5,50 / 100,00   | 3,96  |
|                         | Coligação Democrática Unitária        | 2 107   | 3,00 / 100,00   | 0,17  |
|                         | Partido pelos Animais e pela Natureza | 860     | 1,22 / 100,00   | Novo  |
|                         | Outros                                | 2 029   | 2,89 / 100,00   |       |
| Votos Inválidos         | Votos Inválidos                       | 3 735   | 5,31 / 100,00   | 0,46  |
| Total                   | Total                                 | 70 275  | 100,00 / 100,00 |       |
| Eleitorado/Participação | Eleitorado/Participação               | 112 101 | 62,69 / 100,00  | 0,01  |

| Freguesia               | %     | %     | %     | %    | %    | %    | Votantes |
| Freguesia               | PSD   | PS    | CDS   | BE   | CDU  | PAN  | Votantes |
| ----------------------- | ----- | ----- | ----- | ---- | ---- | ---- | -------- |
| Amor                    | 40,36 | 19,12 | 15,22 | 8,03 | 3,89 | 1,42 | 2 542    |
| Arrabal                 | 50,84 | 15,04 | 20,13 | 3,53 | 2,02 | 1,04 | 1 729    |
| Azoia                   | 46,18 | 22,03 | 14,09 | 6,52 | 2,34 | 1,27 | 1 412    |
| Bajouca                 | 71,51 | 5,74  | 12,57 | 2,54 | 0,65 | 0,36 | 1 376    |
| Barosa                  | 44,47 | 23,32 | 14,25 | 6,56 | 2,50 | 1,04 | 1 158    |
| Barreira                | 49,95 | 18,38 | 14,44 | 5,56 | 2,31 | 1,34 | 2 160    |
| Bidoeira de Cima        | 75,47 | 4,96  | 9,85  | 1,68 | 0,88 | 1,24 | 1 370    |
| Boa Vista               | 57,19 | 15,30 | 13,93 | 3,73 | 1,28 | 0,73 | 1 098    |
| Caranguejeira           | 66,04 | 9,83  | 13,39 | 2,80 | 0,89 | 0,89 | 3 033    |
| Carreira                | 41,11 | 21,52 | 16,29 | 4,78 | 4,19 | 1,05 | 669      |
| Carvide                 | 42,79 | 22,08 | 13,94 | 6,10 | 3,65 | 1,68 | 1 671    |
| Chainça                 | 69,43 | 7,77  | 14,84 | 1,77 | 0,71 | 0,53 | 566      |
| Coimbrão                | 43,27 | 24,46 | 14,16 | 4,16 | 2,67 | 1,78 | 1 010    |
| Colmeias                | 63,05 | 12,19 | 12,65 | 3,39 | 1,11 | 0,81 | 1 977    |
| Cortes                  | 42,53 | 24,69 | 14,23 | 5,46 | 2,47 | 1,08 | 1 940    |
| Leiria                  | 45,89 | 20,73 | 15,04 | 6,31 | 4,05 | 1,35 | 8 366    |
| Maceira                 | 38,13 | 26,76 | 12,67 | 7,37 | 4,30 | 1,30 | 5 400    |
| Marrazes                | 41,49 | 22,43 | 13,43 | 7,87 | 4,68 | 1,61 | 10 331   |
| Memória                 | 65,79 | 12,47 | 13,48 | 1,21 | 2,21 | 0,60 | 497      |
| Milagres                | 54,97 | 13,70 | 14,81 | 4,17 | 1,53 | 1,41 | 1 701    |
| Monte Real              | 39,81 | 22,65 | 15,23 | 6,90 | 3,29 | 1,23 | 1 550    |
| Monte Redondo           | 50,14 | 15,53 | 17,12 | 3,52 | 3,97 | 1,11 | 2 441    |
| Ortigosa                | 51,99 | 12,68 | 19,84 | 2,72 | 0,63 | 1,36 | 1 104    |
| Parceiros               | 41,49 | 24,67 | 14,53 | 6,55 | 3,24 | 1,22 | 2 533    |
| Pousos                  | 45,39 | 21,25 | 13,34 | 6,76 | 3,13 | 1,27 | 4 895    |
| Regueira de Pontes      | 44,62 | 17,09 | 20,06 | 5,11 | 3,74 | 1,07 | 1 311    |
| Santa Catarina da Serra | 68,52 | 7,39  | 13,90 | 2,07 | 0,84 | 0,57 | 2 611    |
| Santa Eufémia           | 63,42 | 9,82  | 15,00 | 2,42 | 1,28 | 1,21 | 1 487    |
| Souto da Carpalhosa     | 57,08 | 12,32 | 17,07 | 3,34 | 1,58 | 0,86 | 2 337    |
| Leiria                  | 49,06 | 18,55 | 14,46 | 5,50 | 3,00 | 1,22 | 70 275   |

### Marinha Grande
| Partido                 | Partido                               | Votos  | %               | +/-  |
| ----------------------- | ------------------------------------- | ------ | --------------- | ---- |
|                         | Partido Socialista                    | 5 102  | 26,91 / 100,00  | 7,83 |
|                         | Partido Social Democrata              | 4 922  | 25,96 / 100,00  | 9,36 |
|                         | Coligação Democrática Unitária        | 3 279  | 17,30 / 100,00  | 0,55 |
|                         | Bloco de Esquerda                     | 1 853  | 9,77 / 100,00   | 7,15 |
|                         | CDS – Partido Popular                 | 1 758  | 9,27 / 100,00   | 2,81 |
|                         | PCTP/MRPP                             | 366    | 1,93 / 100,00   | 0,39 |
|                         | Partido pelos Animais e pela Natureza | 309    | 1,63 / 100,00   | Novo |
|                         | Outros                                | 414    | 2,20 / 100,00   |      |
| Votos Inválidos         | Votos Inválidos                       | 955    | 5,04 / 100,00   | 1,35 |
| Total                   | Total                                 | 18 958 | 100,00 / 100,00 |      |
| Eleitorado/Participação | Eleitorado/Participação               | 32 849 | 57,71 / 100,00  | 2,08 |

| Freguesia        | %     | %     | %     | %     | %     | %    | %    | Votantes |
| Freguesia        | PS    | PSD   | CDU   | BE    | CDS   | PCTP | PAN  | Votantes |
| ---------------- | ----- | ----- | ----- | ----- | ----- | ---- | ---- | -------- |
| Marinha Grande   | 26,28 | 25,51 | 18,53 | 9,51  | 9,09  | 1,97 | 1,74 | 15 147   |
| Moita            | 34,97 | 20,25 | 16,48 | 10,82 | 6,42  | 1,13 | 1,51 | 795      |
| Vieira de Leiria | 27,98 | 29,74 | 11,31 | 8,82  | 10,94 | 1,96 | 1,13 | 3 016    |
| Marinha Grande   | 26,91 | 25,96 | 17,30 | 9,77  | 9,27  | 1,93 | 1,63 | 18 958   |

### Nazaré
| Partido                 | Partido                               | Votos  | %               | +/-   |
| ----------------------- | ------------------------------------- | ------ | --------------- | ----- |
|                         | Partido Social Democrata              | 2 644  | 38,08 / 100,00  | 12,04 |
|                         | Partido Socialista                    | 1 967  | 28,33 / 100,00  | 9,69  |
|                         | CDS – Partido Popular                 | 654    | 9,42 / 100,00   | 1,10  |
|                         | Coligação Democrática Unitária        | 572    | 8,24 / 100,00   | 0,65  |
|                         | Bloco de Esquerda                     | 539    | 7,76 / 100,00   | 6,10  |
|                         | PCTP/MRPP                             | 94     | 1,35 / 100,00   | 0,27  |
|                         | Partido pelos Animais e pela Natureza | 86     | 1,24 / 100,00   | Novo  |
|                         | Outros                                | 99     | 1,41 / 100,00   |       |
| Votos Inválidos         | Votos Inválidos                       | 288    | 4,15 / 100,00   | 0,61  |
| Total                   | Total                                 | 6 943  | 100,00 / 100,00 |       |
| Eleitorado/Participação | Eleitorado/Participação               | 14 342 | 48,41 / 100,00  | 2,42  |

| Freguesia         | %     | %     | %     | %     | %    | %    | %    | Votantes |
| Freguesia         | PSD   | PS    | CDS   | CDU   | BE   | PCTP | PAN  | Votantes |
| ----------------- | ----- | ----- | ----- | ----- | ---- | ---- | ---- | -------- |
| Famalicão         | 39,05 | 27,50 | 13,20 | 4,84  | 7,04 | 0,99 | 1,32 | 909      |
| Nazaré            | 39,24 | 29,63 | 8,80  | 7,41  | 7,52 | 1,28 | 1,10 | 4 455    |
| Valado dos Frades | 34,26 | 25,14 | 8,99  | 12,54 | 8,87 | 1,77 | 1,58 | 1 579    |
| Nazaré            | 38,08 | 28,33 | 9,42  | 8,24  | 7,76 | 1,35 | 1,24 | 6 943    |

### Óbidos
| Partido                 | Partido                               | Votos  | %               | +/-   |
| ----------------------- | ------------------------------------- | ------ | --------------- | ----- |
|                         | Partido Social Democrata              | 2 528  | 42,32 / 100,00  | 10,38 |
|                         | Partido Socialista                    | 1 524  | 25,51 / 100,00  | 10,43 |
|                         | CDS – Partido Popular                 | 708    | 11,85 / 100,00  | 0,92  |
|                         | Coligação Democrática Unitária        | 314    | 5,26 / 100,00   | 0,15  |
|                         | Bloco de Esquerda                     | 301    | 5,04 / 100,00   | 3,47  |
|                         | Partido pelos Animais e pela Natureza | 92     | 1,54 / 100,00   | Novo  |
|                         | PCTP/MRPP                             | 68     | 1,14 / 100,00   | 0,37  |
|                         | Outros                                | 118    | 1,97 / 100,00   |       |
| Votos Inválidos         | Votos Inválidos                       | 320    | 5,36 / 100,00   | 0,88  |
| Total                   | Total                                 | 5 973  | 100,00 / 100,00 |       |
| Eleitorado/Participação | Eleitorado/Participação               | 10 531 | 56,72 / 100,00  | 0,59  |

| Freguesia            | %     | %     | %     | %    | %    | %    | %    | Votantes |
| Freguesia            | PSD   | PS    | CDS   | CDU  | BE   | PAN  | PCTP | Votantes |
| -------------------- | ----- | ----- | ----- | ---- | ---- | ---- | ---- | -------- |
| A-dos-Negros         | 37,30 | 33,78 | 10,21 | 6,08 | 4,25 | 1,34 | 0,73 | 823      |
| Amoreira             | 44,98 | 26,57 | 11,92 | 3,14 | 4,18 | 1,67 | 1,26 | 478      |
| Gaeiras              | 35,17 | 29,42 | 12,38 | 5,84 | 7,33 | 2,52 | 0,87 | 1 268    |
| Óbidos (Santa Maria) | 43,95 | 25,35 | 10,00 | 5,12 | 5,70 | 1,74 | 1,05 | 860      |
| Óbidos (São Pedro)   | 40,32 | 24,03 | 12,15 | 7,34 | 5,47 | 1,20 | 1,34 | 749      |
| Olho Marinho         | 41,87 | 22,00 | 12,15 | 7,88 | 4,27 | 1,15 | 2,13 | 609      |
| Sobral da Lagoa      | 43,95 | 24,22 | 13,45 | 4,48 | 6,28 | 0,90 | 1,35 | 223      |
| Usseira              | 58,35 | 12,48 | 13,82 | 1,92 | 2,30 | 0,96 | 0,96 | 521      |
| Vau                  | 50,45 | 21,49 | 12,90 | 1,81 | 2,49 | 0,68 | 1,13 | 442      |
| Óbidos               | 42,32 | 25,51 | 11,85 | 5,26 | 5,04 | 1,54 | 1,14 | 5 973    |

### Pedrogão Grande
| Partido                 | Partido                        | Votos | %               | +/-  |
| ----------------------- | ------------------------------ | ----- | --------------- | ---- |
|                         | Partido Social Democrata       | 1 308 | 61,29 / 100,00  | 9,97 |
|                         | Partido Socialista             | 424   | 19,87 / 100,00  | 4,00 |
|                         | CDS – Partido Popular          | 182   | 8,53 / 100,00   | 0,65 |
|                         | Bloco de Esquerda              | 45    | 2,11 / 100,00   | 2,66 |
|                         | Coligação Democrática Unitária | 28    | 1,31 / 100,00   | 1,69 |
|                         | Outros                         | 48    | 2,23 / 100,00   |      |
| Votos Inválidos         | Votos Inválidos                | 99    | 4,64 / 100,00   | 0,08 |
| Total                   | Total                          | 2 134 | 100,00 / 100,00 |      |
| Eleitorado/Participação | Eleitorado/Participação        | 3 743 | 57,01 / 100,00  | 0,81 |

| Freguesia       | %     | %     | %    | %    | %    | Votantes |
| Freguesia       | PSD   | PS    | CDS  | BE   | CDU  | Votantes |
| --------------- | ----- | ----- | ---- | ---- | ---- | -------- |
| Graça           | 67,90 | 16,27 | 7,38 | 1,74 | 1,08 | 461      |
| Pedrógão Grande | 59,03 | 20,02 | 9,77 | 1,80 | 1,49 | 1 279    |
| Vila Facaia     | 60,91 | 23,60 | 5,84 | 3,55 | 1,02 | 394      |
| Pedrógão Grande | 61,29 | 19,87 | 8,53 | 2,11 | 1,31 | 2 134    |

### Peniche
| Partido                 | Partido                               | Votos  | %               | +/-   |
| ----------------------- | ------------------------------------- | ------ | --------------- | ----- |
|                         | Partido Social Democrata              | 5 037  | 38,07 / 100,00  | 11,95 |
|                         | Partido Socialista                    | 3 287  | 24,84 / 100,00  | 8,65  |
|                         | CDS – Partido Popular                 | 1 450  | 10,96 / 100,00  | 0,45  |
|                         | Coligação Democrática Unitária        | 1 397  | 10,56 / 100,00  | 1,76  |
|                         | Bloco de Esquerda                     | 799    | 6,04 / 100,00   | 3,81  |
|                         | PCTP/MRPP                             | 213    | 1,61 / 100,00   | 0,33  |
|                         | Partido pelos Animais e pela Natureza | 187    | 1,41 / 100,00   | Novo  |
|                         | Outros                                | 285    | 2,15 / 100,00   |       |
| Votos Inválidos         | Votos Inválidos                       | 576    | 4,36 / 100,00   | 0,71  |
| Total                   | Total                                 | 13 231 | 100,00 / 100,00 |       |
| Eleitorado/Participação | Eleitorado/Participação               | 25 270 | 52,36 / 100,00  | 0,73  |

| Freguesia           | %     | %     | %     | %     | %    | %    | %    | Votantes |
| Freguesia           | PSD   | PS    | CDS   | CDU   | BE   | PCTP | PAN  | Votantes |
| ------------------- | ----- | ----- | ----- | ----- | ---- | ---- | ---- | -------- |
| Atouguia da Baleia  | 46,29 | 21,41 | 12,72 | 5,47  | 4,85 | 1,04 | 1,18 | 4 498    |
| Ferrel              | 38,10 | 32,68 | 8,26  | 7,02  | 4,53 | 0,80 | 0,98 | 1 126    |
| Peniche (Ajuda)     | 32,20 | 24,72 | 11,07 | 15,63 | 6,67 | 2,34 | 1,78 | 3 596    |
| Peniche (Conceição) | 32,33 | 27,07 | 10,03 | 12,86 | 7,91 | 1,84 | 1,62 | 2 224    |
| Peniche (São Pedro) | 37,06 | 24,86 | 8,99  | 13,49 | 7,89 | 2,02 | 1,28 | 1 090    |
| Serra d'El-Rei      | 35,15 | 27,83 | 9,47  | 11,05 | 4,02 | 1,43 | 1,29 | 697      |
| Peniche             | 38,07 | 24,84 | 10,96 | 10,56 | 6,04 | 1,61 | 1,41 | 13 231   |

### Pombal
| Partido                 | Partido                        | Votos  | %               | +/-   |
| ----------------------- | ------------------------------ | ------ | --------------- | ----- |
|                         | Partido Social Democrata       | 15 300 | 55,54 / 100,00  | 12,36 |
|                         | Partido Socialista             | 4 967  | 18,03 / 100,00  | 9,82  |
|                         | CDS – Partido Popular          | 3 270  | 11,87 / 100,00  | 0,38  |
|                         | Bloco de Esquerda              | 1 046  | 3,80 / 100,00   | 3,76  |
|                         | Coligação Democrática Unitária | 551    | 2,00 / 100,00   | 0,05  |
|                         | Outros                         | 928    | 3,36 / 100,00   |       |
| Votos Inválidos         | Votos Inválidos                | 1 488  | 5,40 / 100,00   | 0,85  |
| Total                   | Total                          | 27 550 | 100,00 / 100,00 |       |
| Eleitorado/Participação | Eleitorado/Participação        | 55 451 | 49,68 / 100,00  | 0,40  |

| Freguesia           | %     | %     | %     | %    | %    | Votantes |
| Freguesia           | PSD   | PS    | CDS   | BE   | CDU  | Votantes |
| ------------------- | ----- | ----- | ----- | ---- | ---- | -------- |
| Abiul               | 69,04 | 10,83 | 10,39 | 2,54 | 1,74 | 1 376    |
| Albergaria dos Doze | 58,83 | 19,82 | 9,75  | 3,80 | 1,44 | 974      |
| Almagreira          | 60,66 | 16,67 | 10,98 | 3,00 | 0,77 | 1 566    |
| Carnide             | 73,44 | 8,15  | 11,11 | 1,27 | 0,32 | 945      |
| Carriço             | 52,61 | 17,72 | 13,49 | 3,07 | 2,03 | 1 823    |
| Guia                | 55,57 | 20,68 | 10,38 | 3,41 | 0,84 | 1 436    |
| Ilha                | 72,31 | 7,78  | 9,59  | 2,35 | 1,18 | 1 105    |
| Louriçal            | 50,59 | 18,17 | 12,70 | 4,50 | 3,08 | 2 465    |
| Mata Mourisca       | 66,86 | 12,35 | 8,63  | 3,82 | 0,88 | 1 020    |
| Meirinhas           | 68,46 | 8,69  | 13,96 | 2,28 | 0,31 | 967      |
| Pelariga            | 49,59 | 24,98 | 11,40 | 3,80 | 1,45 | 1 105    |
| Pombal              | 46,15 | 22,91 | 12,53 | 5,15 | 3,03 | 7 438    |
| Redinha             | 48,34 | 25,88 | 9,70  | 3,51 | 2,68 | 1 082    |
| Santiago de Litém   | 48,82 | 19,76 | 15,52 | 4,70 | 3,57 | 1 063    |
| São Simão de Litém  | 62,24 | 13,16 | 14,76 | 3,81 | 0,62 | 813      |
| Vermoil             | 63,38 | 13,74 | 11,24 | 2,30 | 1,78 | 1 521    |
| Vila Cã             | 57,93 | 16,10 | 11,63 | 3,88 | 0,94 | 851      |
| Pombal              | 55,54 | 18,03 | 11,87 | 3,80 | 2,00 | 27 550   |

### Porto de Mós
| Partido                 | Partido                        | Votos  | %               | +/-   |
| ----------------------- | ------------------------------ | ------ | --------------- | ----- |
|                         | Partido Social Democrata       | 6 425  | 48,66 / 100,00  | 12,80 |
|                         | Partido Socialista             | 2 617  | 19,82 / 100,00  | 10,80 |
|                         | CDS – Partido Popular          | 1 865  | 14,12 / 100,00  | 0,21  |
|                         | Bloco de Esquerda              | 701    | 5,31 / 100,00   | 3,70  |
|                         | Coligação Democrática Unitária | 452    | 3,42 / 100,00   | 0,27  |
|                         | Outros                         | 506    | 3,80 / 100,00   |       |
| Votos Inválidos         | Votos Inválidos                | 638    | 4,83 / 100,00   | 0,55  |
| Total                   | Total                          | 13 204 | 100,00 / 100,00 |       |
| Eleitorado/Participação | Eleitorado/Participação        | 21 549 | 61,27 / 100,00  | 1,95  |

| Freguesia                       | %     | %     | %     | %    | %    | Votantes |
| Freguesia                       | PSD   | PS    | CDS   | BE   | CDU  | Votantes |
| ------------------------------- | ----- | ----- | ----- | ---- | ---- | -------- |
| Alcaria                         | 62,84 | 9,29  | 16,94 | 2,19 | 2,19 | 183      |
| Alqueidão da Serra              | 48,85 | 18,65 | 11,06 | 6,15 | 4,13 | 1 040    |
| Alvados                         | 67,92 | 7,80  | 15,61 | 1,73 | 0,87 | 346      |
| Arrimal                         | 60,24 | 5,31  | 22,24 | 3,15 | 1,18 | 508      |
| Calvaria de Cima                | 38,41 | 26,38 | 16,35 | 5,36 | 4,24 | 1 156    |
| Juncal                          | 46,87 | 23,18 | 11,34 | 5,98 | 3,44 | 1 773    |
| Mendiga                         | 49,72 | 20,64 | 15,01 | 4,50 | 2,63 | 533      |
| Mira de Aire                    | 40,78 | 25,87 | 12,98 | 6,39 | 4,51 | 2 018    |
| Pedreiras                       | 47,05 | 20,99 | 14,25 | 5,49 | 2,78 | 1 439    |
| Porto de Mós (São João Batista) | 50,55 | 18,11 | 14,84 | 5,39 | 3,02 | 1 557    |
| Porto de Mós (São Pedro)        | 47,92 | 21,27 | 12,34 | 6,13 | 4,36 | 1 467    |
| São Bento                       | 69,83 | 3,91  | 18,44 | 0,93 | 2,23 | 537      |
| Serro Ventoso                   | 55,02 | 13,45 | 16,07 | 4,95 | 2,78 | 647      |
| Porto de Mós                    | 48,66 | 19,82 | 14,12 | 5,31 | 3,42 | 13 204   |